# José de la Quintana (Córdoba)
José de la Quintana es una localidad argentina ubicada en el Departamento Santa María, provincia de Córdoba. Se encuentra en el Valle de Paravachasca, sobre la Ruta Provincial 56, 9 km al sur de Anisacate. 
Los orígenes del pueblo se remontan al siglo XVIII, como parte de la Estancia  San José. Albergó la primera escuela minera del país. Pese a su longevidad y a los varios intentos, el pueblo nunca se organizó como comuna. 
En la actualidad funciona en parte como villa de fin de semana, aunque se destacan algunos emprendimientos como la cría de conejos para la generación de anticuerpos y una Cooperativa Hidroeléctrica.
El pueblo cuenta con su propia red digital comunitaria: QuintanaLibre La red cuenta con más de 60 nodos, da cobertura en gran parte del pueblo y alcanza también al poblado de Villa San Isidro.

## Población
Cuenta con 683 habitantes (Indec, 2022), lo que representa un incremento del 63.01% frente a los 419 habitantes (Indec, 2010) del censo anterior. Integra un aglomerado junto Villa San Isidro que cuenta con una población de 1290 habitantes (Indec, 2022).
| Gráfica de evolución demográfica de José de la Quintana entre 2001 y 2022 |
|                                                                           |